# 노마촌 (아이치현)
노마촌(野間村)은 일본 아이치현 가이토군에 설치되었던 촌이다. 현재의 쓰시마시의 북동부에 해당한다.